# Paul Egli
Paul Egli fue un ciclista suizo, nacido el 18 de agosto de 1911 en Dürnten y fallecido el 23 de enero de 1997 en Dürnten.
Fue campeón del mundo amateur en ruta en 1933. Pasó a profesional en agosto de 1933 y se retiró en 1947. Ha sido dos veces Campeón de Suiza en ruta en 1936 y en 1936 y también fue campeón de Suiza militar en 1940.
Paul Egli participó en tres Tour de Francia: abandonó en 1936, se clasificó 29º en 1937 y 31.º en 1938. Ganó además la primera etapa, de París a Lille, en 1936.

## Palmarés
| 1934 - Campeonato de Zúrich - 1 etapa de la Vuelta a Suiza 1935 - Campeón de Suiza en ruta - Campeonato de Zúrich - 1 etapa de la Vuelta al País Vasco 1936 - Campeón de Suiza en ruta - 1 etapa de la Vuelta a Suiza - 1 etapa del Tour de Francia | 1937 - 1 etapa de la Vuelta a Suiza - 3º en el Campeonato del Mundo en Ruta 1938 - 2.º en el Campeonato del Mundo en Ruta 1941 - Tour de Berna - 2.º en el Campeonato de Suiza en Ruta 1942 - Campeonato de Zúrich |

## Resultados en las Grandes Vueltas y Campeonatos del Mundo
| Carrera         | Carrera         | 1934 | 1935 | 1936 | 1937 | 1938 | 1939 | 1940 | 1941 | 1942 | 1943 | 1944 | 1945 | 1946 | 1947 |
| --------------- | --------------- | ---- | ---- | ---- | ---- | ---- | ---- | ---- | ---- | ---- | ---- | ---- | ---- | ---- | ---- |
|                 | Giro de Italia  | —    | —    | —    | —    | —    | —    | —    | X    | X    | X    | X    | X    | —    | —    |
|                 | Tour de Francia | —    | —    | Ab.  | 29.º | 31.º | —    | X    | X    | X    | X    | X    | X    | X    | —    |
|                 | Vuelta a España | X    | —    | —    | X    | X    | X    | X    | —    | —    | X    | X    | —    | —    | —    |
| Mundial en Ruta | Mundial en Ruta | 6.º  | Ab.  | 4.º  | 3.º  | 2.º  | X    | X    | X    | X    | X    | X    | X    | —    | —    |

—: no participa 

Ab.: abandono 

## Equipos
- 1935 : Oscar Egg
- 1937 : Colin-Oscar Egg
- 1939 : Alcyon-Dunlop